# Puchar Europy Mistrzów Klubowych (1965/1966)
W sezonie 1965/1966 rozegrano XI edycję Pucharu Europy Mistrzów Klubowych 1965/1966 (ang. European Champion Clubs' Cup). W finale rozegranym w Brukseli Real Madryt pokonał FK Partizan.

## Runda wstępna
| Feyenoord - Real Madryt 2:1 i 0:5 1 08.09 1965 0:1 Ferenc Puskás 35, 1:1 Hans Venneker 78, 2:1 Piet Kruiver 85 2 22.09 1965 0:1 Ferenc Puskás 10, 0:2 Ferenc Puskás 20, 0:3 Ferenc Puskás 29, 0:4 Ramón Grosso 44, 0:5 Ferenc Puskás 86 |
| 17 Nëntori Tirana - Kilmarnock F.C. 0:0 i 0:1 1 08.09 1965 2 29.09 1965 0:1 Robert Black 77 |
| Fenerbahçe SK - RSC Anderlecht 0:0 i 1:5 1 08.09 1965 2 15.09 1965 0:1 Paul Van Himst 32, 0:2 Jacques Stockman 42, 0:3 Jacques Stockman 50, 0:4 Jacques Stockman 70, 1:4 Ogün Altıparmak 84, 1:5 Pierre Hanon 89 |
| Lyn Fotball - Derry City 5:3 i 1:5 1 31.08 1965 1:0 Harald Berg 4, 1:1 Ronald Wood 10, 2:1 Ola Dybwad-Olsen 19, 2:2 Robert Gilbert 24, 3:2 Harald Berg 32, 3:3 Robert Gilbert 34, 4:3 Ola Dybwad-Olsen 50, 5:3 Ole Stavrum 62 2 09.09 1965 0:1 Joseph Wilson 3, 0:2 Joseph Wilson 17, 1:2 Ole Stavrum 44, 1:3 James Crossan 49, 1:4 Ronald Wood 67, 1:5 James McGeough 71                                                                                                 |
| Panathinaikos AO - Sliema Wanderers 4:1 i 0:1 1 26.09 1965 1:0 Efstradios Sakelaridis 5, 2:0 Neotakis Lukanidis 18, 3:0 Dimitrios Domazos 32, 3:1 Joseph Cini 36, 4:1 Aristidis Kamaras 61 2 10.10 1965 0:1 Leli Micallef 30 |
| ÍBK - Ferencvárosi TC 1:4 i 1:9 1 29.08 1965 0:1 Lajos Nemeth 27, 0:2 Janos Karaba 37, 0:3 Zoltán Varga 38, 0:4 Flórián Albert 57, 1:4 Runar Juliusson 67 (mecz w Reykjaviku) 2 08.09 1965 0:1 Flórián Albert 7, 0:2 Dezsö Novak 11, 0:3 Dezsö Novak 22, 0:4 Zoltán Varga 23, 0:5 Zoltán Varga 34, 1:5 Jon Johansson 36, 1:6 Flórián Albert 45, 1:7 Flórián Albert 77, 1:8 Flórián Albert 82, 1:9 Flórián Albert 89                                                       |
| FC Dinamo Bukareszt - Boldklubben 1909 4:0 i 3:2 1 28.09 1965 1:0 Gheorghe Ene 50, 2:0 Vasile Ghergheli 75, 3:0 Constantin Fratila 85, 4:0 Constantin Fratila 88 2 06.10 1965 1:0 Radu Nunweiller 8, 2:0 Ion Pircalab 12, 2:1 Jørgen Petersen 29, 2:2 Arno Hansen 34, 3:2 Gheorghe Ene 44 |
| HJK - Manchester United 2:3 i 0:6 1 22.09 1965 0:1 David Herd 1, 0:2 John Connelly 15, 1:2 Kai Pahlman 30, 1:3 Denis Law 36, 2:3 Markku Peltoniemi 71 2 06.10 1965 0:1 John Connelly 15, 0:2 George Best 44, 0:3 John Connelly 47, 0:4 George Best 52, 0:5 John Connelly 73, 0:6 Bobby Charlton 76 |
| Drumcondra F.C. - Vorwärts Berlin 1:0 i 0:3 1 15.09 1965 1:0 James Morrissey 65 2 22.10 1965 0:1 Gerhard Vogt 22, 0:2 Horst Begerad 51, 0:3 Jürgen Piepenburg 68 |
| Stade Dudelange - SL Benfica 0:8 i 0:10 1 30.09 1965 0:1 José Maria Pedras 15, 0:2 José Maria Pedras 21, 0:3 Serafim 29, 0:4 Ernest Brenner 46sam., 0:5 Yaúca 59, 0:6 José Maria Pedras 78, 0:7 Yaúca 81, 0:8 Joaquim Santana 85 (mecz w Esch) 2 05.10 1965 0:1 Eusébio 9, 0:2 José Augusto 11, 0:3 José Augusto 24, 0:4 Eusébio 30, 0:5 Eusébio 32, 0:6 José Ferreira Pinto 49, 0:7 Felix Marques Guerreiro 54, 0:8 José Augusto 60, 0:9 José Torres 70, 0:10 Eusébio 83 |
| Djurgårdens IF - Lewski Sofia 2:1 i 0:6 1 12.09 1965 0:1 Georgi Sokołow 9, 1:1 Hans Nilsson 40, 2:1 Hans Nilsson 63 2 03.10 1965 0:1 Georgi Asparuchow 15, 0:2 Georgi Asparuchow 19, 0:3 Christo Iliew 34, 0:4 Simeon Nikołow 35, 0:5 Christo Iliew 47, 0:6 Stefan Abadżiew 60 |
| Lausanne Sports - Sparta Praga 0:0 i 0:4 1 22.09 1965 2 29.09 1965 0:1 Ivan Mráz 21, 0:2 Ivan Mráz 24, 0:3 Ivan Mráz 77, 0:4 Pavel Dyba 82 |
| LASK Linz - Górnik Zabrze 1:3 i 1:2 1 15.09 1965 0:1 Jerzy Musiałek 19, 0:2 Erwin Wilczek 22, 0:3 Erwin Wilczek 55, 1:3 Helmut Köglberger 60 (mecz w Chorzowie) 2 22.09 1965 0:1 Ernest Pol 9, 0:2 Zygfryd Szołtysik 22, 1:2 Luka Liposinovic 34k |
| APOEL FC - Werder Brema 0:5 i 0:5 1 06.10 1965 0:1 Klaus Matischak 13, 0:2 Hans Schulz 25, 0:3 Manfred Podlich 31, 0:4 Klaus Matischak 32, 0:5 Gerhard Zebrowski 78 (mecz w Hamburgu) 2 13.10 1965 0:1 John Danielsen 36, 0:2 Diethelm Ferner 41, 0:3 John Danielsen 53, 0:4 Horst-Dieter Höttges 63, 0:5 Horst-Dieter Höttges 83k |
| FK Partizan - FC Nantes 2:0 i 2:2 1 22.09 1965 1:0 Milan Galić 37, 2:0 Mustafa Hasanagić 48 2 13.10 1965 0:1 Francis Magny 32, 1:1 Vladimir Kovačević 43, 2:1 Milan Galić 47, 2:2 Bernard Blanchet 70 |
| Wolny los: Inter Mediolan |

## I runda
| Kilmarnock F.C. - Real Madryt 2:2 i 1:5 1 17.11 1965 1:0 Thomas McLean 22k, 1:1 Pirri 25, 1:2 Amancio Amaro 55, 2:2 Jack McInally 2 01.12 1965 1:0 Brian McIlroy 22, 1:1 Ramón Grosso 25, 1:2 Felix Ruiz 26, 1:3 Ramón Grosso 36, 1:4 Francisco Gento 58, 1:5 Pirri 90                                                                           |
| RSC Anderlecht - Derry City 9:0 1 23.11 1965 1:0 Joseph Jurion 5, 2:0 Paul Van Himst 13, 3:0 Wilfried Puis 43, 4:0 Jan Mulder 46, 5:0 Jan Mulder 48, 6:0 Jan Mulder 65, 7:0 Paul Van Himst 66, 8:0 Wilfried Puis 83, 9:0 Jacques Stockman 90 2 Derry City wycofał się po tym, jak UEFA nie zezwoliła na rozegranie meczu na stadionie Brandywell |
| Ferencvárosi TC - Panathinaikos AO 0:0 i 3:1 1 10.11 1965 2 17.11 1965 1:0 Janos Karaba 8, 2:0 Mate Fenyvesi 27, 2:1 Dimitrios Domazos 48 3:1 Flórián Albert 63 |
| FC Dinamo Bukareszt - Inter Mediolan 2:1 i 0:2 1 01.12 1965 0:1 Joaquin Peiró 12, 1:1 Constantin Fratila 25, 2:1 Ion Haidu 51 2 15.12 1965 0:1 Sandro Mazzola 47k, 0:2 Giacinto Facchetti 87 |
| Vorwärts Berlin - Manchester United 0:2 i 1:3 1 17.11 1965 0:1 Denis Law 73, 0:2 John Connelly 80 2 01.12 1965 0:1 David Herd 19, 0:2 David Herd 39, 1:2 Jürgen Piepenburg 82, 1:3 David Herd 84 |
| Lewski Sofia - SL Benfica 2:2 i 2:3 1 10.11 1965 1:0 Georgi Asparuchow 5, 1:1 Eusébio 22, 2:1 Simeon Nikołow 59, 2:2 Eusébio 63 2 08.12 1965 1:0 Georgi Asparuchow 3, 1:1 Eusébio 6, 1:2 Mário Coluna 28, 1:3 José Torres 46, 2:3 Georgi Asparuchow 75                                                                                           |
| Sparta Praga - Górnik Zabrze 3:0 i 2:1 1 24.11 1965 1:0 Andrej Kvašňák 35k, 2:0 František Jílek 64, 3:0 Václav Vrána 80 2 28.11 1965 1:0 Ivan Mráz 17, 2:0 Ivan Mráz 78, 2:1 Zygfryd Szołtysik 84 (mecz w Chorzowie) |
| FK Partizan - Werder Brema 3:0 i 0:1 1 09.11 1965 1:0 Fahrudin Jusufi 70, 2:0 Mustafa Hasanagić 75, 3:0 Josip Pirmajer 89 2 17.11 1965 0:1 Arnold Schütz 32 |

## 1/4 finału
| RSC Anderlecht - Real Madryt 1:0 i 2:4 1 23.02 1966 1:0 Paul Van Himst 2 2 09.03 1966 0:1 Amancio Amaro 12, 0:2 Amancio Amaro 35, 0:3 Francisco Gento 58k, 0:4 Francisco Gento 83, 1:4 Joseph Jurion 87, 2:4 Wilfried Puis 90                                                                                      |
| Inter Mediolan - Ferencvárosi TC 4:0 i 1:1 1 23.02 1966 1:0 Jair da Costa 8, 2:0 Mario Corso 36, 3:0 Joaquin Peiró 65, 4:0 Joaquin Peiró 73 2 02.03 1966 0:1 Dezsö Novak 31, 1:1 Angelo Domenghini 62 |
| Manchester United - SL Benfica 3:2 i 5:1 1 02.02 1966 0:1 José Augusto 30, 1:1 David Herd 36, 2:1 Denis Law 44, 3:1 William Foulkes 58, 3:2 José Torres 70 2 09.03 1966 1:0 George Best 6, 2:0 George Best 12, 3:0 John Connelly 16, 3:1 Seamus Brennan 52sam., 4:1 Patrick Crerand 78, 5:1 Bobby Charlton 88      |
| Sparta Praga - FK Partizan 4:1 i 0:5 1 02.03 1966 0:1 Mustafa Hasanagić 16, 1:1 Andrej Kvašňák 20, 2:1 Andrej Kvašňák 54k, 3:1 Václav Mašek 73, 4:1 Andrej Kvašňák 86 2 09.03 1966 0:1 Vladimir Kovačević 4, 0:2 Velibor Vasović 23, 0:3 Vladimir Kovačević 29, 0:4 Mustafa Hasanagić 35, 0:5 Mustafa Hasanagić 71 |

## 1/2 finału
| Real Madryt - Inter Mediolan 1:0 i 1:1 1 13.04 1966 1:0 Pirri 14 2 20.04 1966 1:0 Amancio Amaro 19, 1:1 Giacinto Facchetti 78                   |
| FK Partizan - Manchester United 2:0 i 0:1 1 13.04 1966 1:0 Mustafa Hasanagić 46, 2:0 Radoslav Bečejac 59 2 20.04 1966 0:1 Milutin Šoškić 72sam. |

## Finał
| 11 maja 1966 Bruksela, Stadion Heysel (46 745 widzów) Real Madryt - FK Partizan 2:1 (0:0) Sędzia: Rudolf Kreitlei (Niemcy) Bramki: 0:1 Velibor Vasović 55, 1:1 Amancio Amaro 70, 2:1 Francisco Serena 76 Real Madrid Club de Fútbol (trener Miguel Muñoz): José Araquistan - Pachín, Pedro De Felipe, Manuel Sanchís, Pirri, Ignacio Zoco, Francisco Serena, Amancio Amaro, Ramón Grosso, Manuel Velázquez, Francisco Gento (kapitan) Fudbalski Klub Partizan (trener Abdulah Gegić): Milutin Šoškić - Fahrudin Jusufi, Ljubomir Mihajlović, Radoslav Bečejac, Branko Rašović, Velibor Vasović (kapitan), Mane Bajić, Vladimir Kovačević, Mustafa Hasanagić, Milan Galić, Josip Pirmajer |